# アルバイトタイムス
株式会社アルバイトタイムスは、東京都千代田区に本社を置き（発祥は静岡県静岡市）、無料求人情報誌「DOMO（ドーモ）」の編集・発行や、求人情報サイト「DOMO NET（ドーモネット）」の運営を行っている企業である。

## 沿革
- 1973年（昭和48年）10月 - 求人情報誌の発行を主業務として、静岡県静岡市に株式会社アルバイトタイムス（資本金1百万円）を設立する。同月「週刊アルバイトタイムス」を創刊。
- 1983年（昭和58年）10月 -「週刊アルバイトタイムス」の誌名を「DOMO」に変更する。
- 1993年（平成5年）9月 - 雑誌の取次を主業務として、静岡県静岡市に当社の100%出資により株式会社リンク（資本金10百万円、現・連結子会社）を設立する。
- 2002年（平成14年）12月 - ジャスダック市場に株式を上場する。
- 2004年（平成16年）
  - 6月 - 本社東京都中央区に移転。併せて関西に進出し「大阪ワーキングマガジンドーモ」（のちの「DOMO」大阪版）の発行を開始。
  - 9月 - 求人情報サイト「DOMONET」を開設。
  - 12月 - ジャスダックの創設に伴い、ジャスダック証券取引所へ株式を上場する。
- 2006年（平成18年）9月 -「maido!DOMO」首都圏版創刊。首都圏ではDOMOと合わせ実質週2回の発行となる。
- 2009年（平成21年）10月 - 大幅な業績不振に対応するため、「DOMO」大阪版の発行を休止し、大阪営業所を閉鎖・希望退職者100名を募集するなどの合理化策を発表[1]。またディップと代理店契約を締結し、ディップの「バイトルドットコム」と自社の「DOMO」のセット販売などを始めることも発表した[2]。
- 2010年（平成22年）
  - 4月 - 廣済堂、北海道アルバイト情報社、雇用促進事業会と共同で求人ポータルサイト「47都道府県求人サイト」をオープン。
  - 6月 -「DOMO」首都圏版の発行を休止[3]。以後首都圏では「DOMONET」のみの取り扱いとなる。

## 関連会社
- 株式会社リンク - フリーペーパー取次事業。
- 株式会社フリーシェアードジャパン - 新卒求人情報サイトの企画・運営
- 株式会社名古屋adM - 総合広告代理業

## 在籍した人物
- 阪口あき子 - シンプルウェイ代表取締役